# Deviat
Deviat é uma comuna francesa na região administrativa da Nova Aquitânia, no departamento de Charente. Estende-se por uma área de 8,42 km². Em 2010 a comuna tinha 140 habitantes (densidade: 16,6 hab./km²).